# Kaakkurisaari (ö i Östra Lappland, lat 66,84, long 26,84)
Kaakkurisaari är en ö i Finland. Den ligger i sjön Enijärvi och i kommunen Kemijärvi i den ekonomiska regionen  Östra Lapplands ekonomiska region  och landskapet Lappland, i den norra delen av landet, 700 km norr om huvudstaden Helsingfors. Öns area är 3,3 hektar och dess största längd är 400 meter i nord-sydlig riktning.